# Говорит Москва (фильм)
«Говорит Москва» — советский художественный фильм-мелодрама режиссёров Юрия Григорьева и Рениты Григорьевой, основанный на биографии Героя Советского Союза, гвардии полковника Василия Орлова.

## Сюжет
В последний мирный день 1941 года случайно встретились двое — он и она. На следующий день началась война и он (Борис Невзоров) сразу же попал на фронт, а она (Людмила Зайцева) осталась ждать его в Москве. Она ждала, что он однажды вернётся с войны. Короткие свидания с Орловым, который часто приезжал в Москву по службе, давали ей надежду на это. Однако за несколько месяцев до окончания войны Орлов погибает.

## В ролях
- Борис Невзоров — Василий Фёдорович Орлов
- Людмила Зайцева — Любовь Борисова, председатель райисполкома
- Оксана Захарова — Таня
- Юрий Каюров — Троицкий
- Любовь Соколова — Орлова
- Алексей Ванин — Фёдор Михайлович Орлов
- Юрий Катин-Ярцев — Иосиф Ильич
- Сергей Варчук — лейтенант Евгений Орлов
- Марина Яковлева — студентка МГУ Наташа Орлова
- Раиса Требух — Рая Жигалова
- Юрий Дедович — майор
- Григорий Требух
- Виктор Терехов
- Владимир Фролов
- Серёжа Амосов — Серёжа Жигалов
- Татьяна Чернопятова (Микрикова) — секретарь Верочка
- Инна Выходцева — работник исполкома
- Дмитрий Матвеев — Чурилов
- Василиса Воронина — Василиса
- Вячеслав Жариков — снабженец Жмаков
- Александр Савченко — работник исполкома
- Николай Погодин — работник исполкома
- Маргарита Сердцева — мама Василисы
- Людмила Новосёлова — эпизод
- Андрей Карташов — работник исполкома
- Надежда Маркина — Ермилова
- Людмила Давыдова (Шляхтур) — возмущающаяся женщина

## Награды
- 1986 — Серебряная медаль им. А. П. Довженко

## Съёмочная группа
- Режиссёры: Юрий Григорьев, Ренита Григорьева
- Сценарист: Ренита Григорьева
- Операторы: Александр Деряжный, Николай Пучков
- Композитор: Павел Чекалов
- Художник: Галина Анфилова
- Звукооператор: Александр Избуцкий

## Съёмки
Фильм снимался в Калуге, Вильнюсе, Ельце, Каунасе и Ушаково (Калининградской области). В съёмках принимали активное участие члены Вильнюсского Клуба старинных автомобилей.